# کیژی پاگوست
کیژی پوگوست روسی: Погост Кижи یک مجموعه تاریخی در جزیره کیژی در دریاچه اونگا در جمهوری کارلیاروسیه است. این مجموعه شامل دو کلیسا و یک برج ناقوس که تماماً از چوب و بدون استفاده از حتی یک میخ ساخته شدهاست و به خاطر زیبایی و بلندی مشهور شده‌اند. بزرگ‌ترین کلیسای «کیژی پاگوست»، ۳۷ متر ارتفاع و ۲۲ گنبد پیازی شکل دارد که ۳۰۰ سال پیش در زمان نادرشاه ساخته و در نتیجه در سال ۱۹۹۰ به عنوان یکی از میراث جهانی یونسکو به ثبت رسید. و در سال ۱۹۹۳ به عنوان یکی از میراث‌های فرهنگی روسیه به ثبت رسید.

## موقعیت جزیره کیژی در روسیه
اگر می خواهید به تماشا و بازدید از کلیساهای چوبی جزیره کیژی بروید، می توانید از شهر پتروزاوودسک (Petrozavodsk) که پایتخت ناحیه کارلیا در روسیه شمالی است، به سمت آن حرکت کنید. کشتی های کروز متعددی شما را از این شهر به سمت جزیره می برند. برای سوار شدن به کشتی ها باید به بندر کناری دریاچه اونگا (Lake Onega) بروید و اگر در سنت پترزبورگ هستید با قطار می توانید خود را به شهر پتروزاوودسک و در نهایت جزیره برسانید.
این قطار شب هنگام از سنت پترزبورگ راهی شده و صبح وارد شهر می شود،در نتیجه فرصت شروع تور روزانه برای بازدید از کلیساهای چوبی جزیره کیژی را خواهید داشت. این قطار از شهر کِم (Kem) حرکت نموده و از کنار جزایر سولووستکی (Solovetsky Islands) عبور می کند و در نهایت ۸ ساعت طول می کشد تا به مقصد برسد. در تمام طول سفر طبیعت و منظره بیرون شما را مبهوت می کند. قطار ها در روسیه بسیار راحت و بدون صدا هستند. بر روی تخت ها می توانید شب را استراحت کنید و صبح سرحال به تماشای کلیساهای چوبی جزیره کیژی بروید. بلیط این قطار را می توانید به صورت آنلاین خریداری نمایید.

## نکاتی برای بازدید از کلیساهای چوبی جزیره کیژی
با توجه به اینکه این منطقه یک منطقه گردشگری حفاظت شده با طبیعی بی نظیر در روسیه است، برای ورود به آن و البته کلیساهای چوبی جزیره کیژی قوانین حفاظتی خاصی وضع نموده اند. تمام گردشگرانی که با قایق وارد جزیره می شوند، می بایستی این قوانین را رعایت کنند.
سیگار کشیدن در تمامی مناطق جزیره کیژی ممنوع است،به جز مناطقی که علامت مخصوص دارند و برای این کار در نظر گرفته شده اند.
اهمیت حفاظت از این سازه ظریف چوبی به اندازه ای مهم است که در تمامی مناطق کمپینگ روشن کردن آتش در اطراف آن و در کل جزیره را منع نموده اند.
همچنین انتظار نداشته باشید که شب را در جزیره کیژی اقامت کنید. چرا که اقامت شبانه در این جزیره ممنوع است. در عوض می توانید یک برنامه سفر یک روزه به آن برنامه ریزی نموده و راهنما هم بگیرید.